# PIROI
La Plate-forme d'Intervention Régionale de l'Océan Indien ("Piattaforma di intervento regionale dell'Oceano Indiano", in francese) è una organizzazione del Movimento della Croce Rossa finalizzata al soccorso su larga scala in caso di disastro nella regione dell'Oceano Indiano. L'organizzazione è stata costituita tra l'ottobre del 1999 e l'aprile del 2001 ed è una associazione delle società nazionali di Croce Rossa dei paesi geograficamente interessati.
Ne fanno parte:
- la Délégation Départementale de la Réunion ("Delegazione dipartimentale di la Réunion", in francese) della Croce Rossa francese;
- la Délégation Territoriale de Mayotte ("Delegazione territoriale di Mayotte", in francese) della Croce Rossa francese;
- la Mezzaluna Rossa delle Comore;
- la Croce Rossa del Madagascar;
- la Croce Rossa di Mauritius;
- la Croce Rossa del Mozambico;
- la Croce Rossa delle Seychelles;
- la Croce Rossa tanzanese;
- il Comitato Internazionale della Croce Rossa;
- la Federazione internazionale delle società di Croce Rossa e Mezzaluna Rossa.